# Domnom-lès-Dieuze
Domnon-les-Dieuze redirige ici.
Domnom-lès-Dieuze ou localement Domnom est une commune française située dans le département de la Moselle, en région Grand Est.

## Géographie

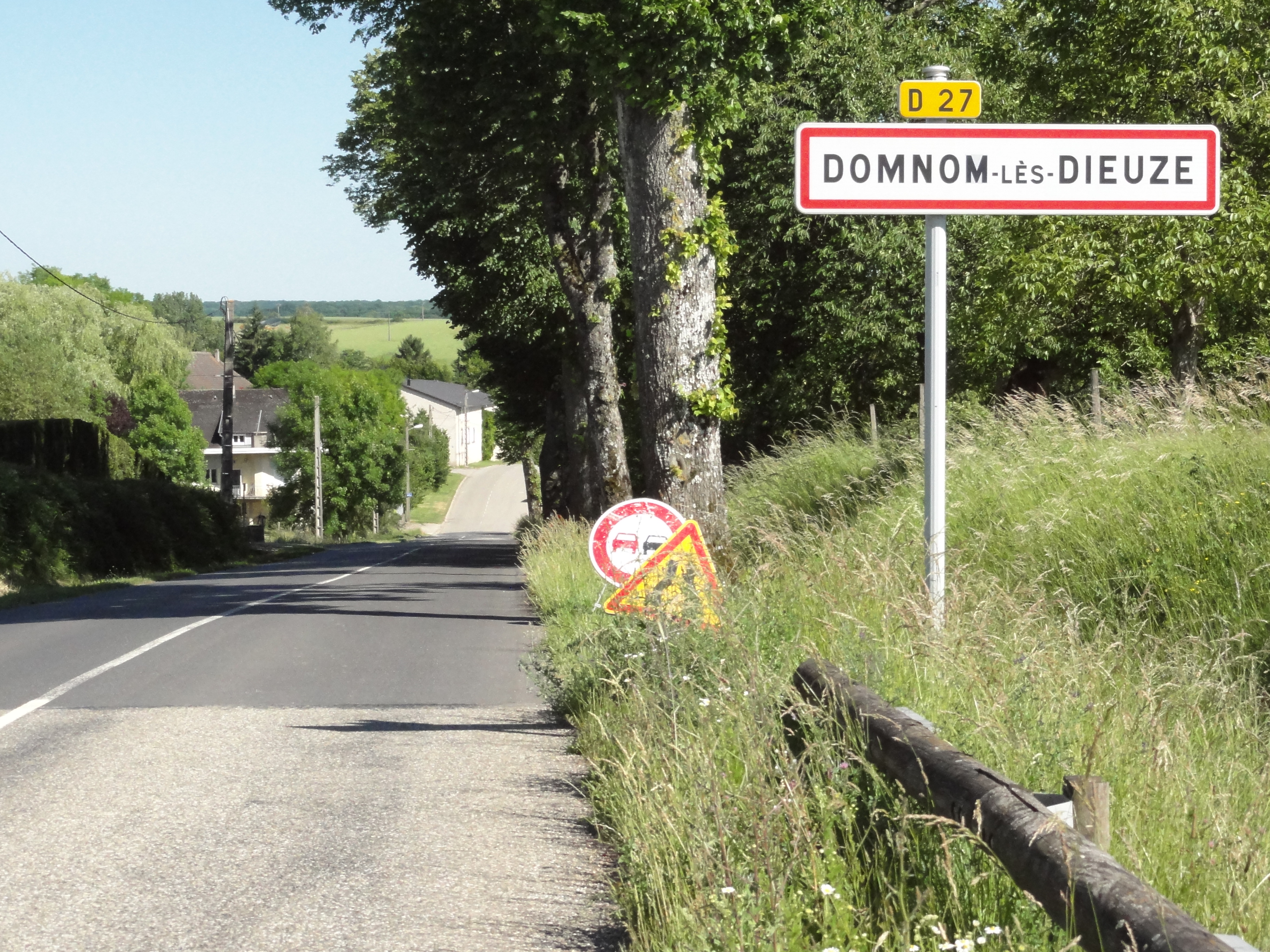
Entrée de Domnom-lès-Dieuze.

| Bassing     |                   | Guinzeling |
|             | Domnon-lès-Dieuze | Lostroff   |
| Biderstroff |                   | Cutting    |

### Hydrographie
La commune est située dans le bassin versant du Rhin au sein du bassin Rhin-Meuse. Elle est drainée par le ruisseau le Verbach, le ruisseau de Mane et le ruisseau des Quatre Fontaines.
Le Verbach, d'une longueur totale de 11,8 km, prend sa source dans la commune  et se jette  dans la Seille à Dieuze, après avoir traversé sept communes.

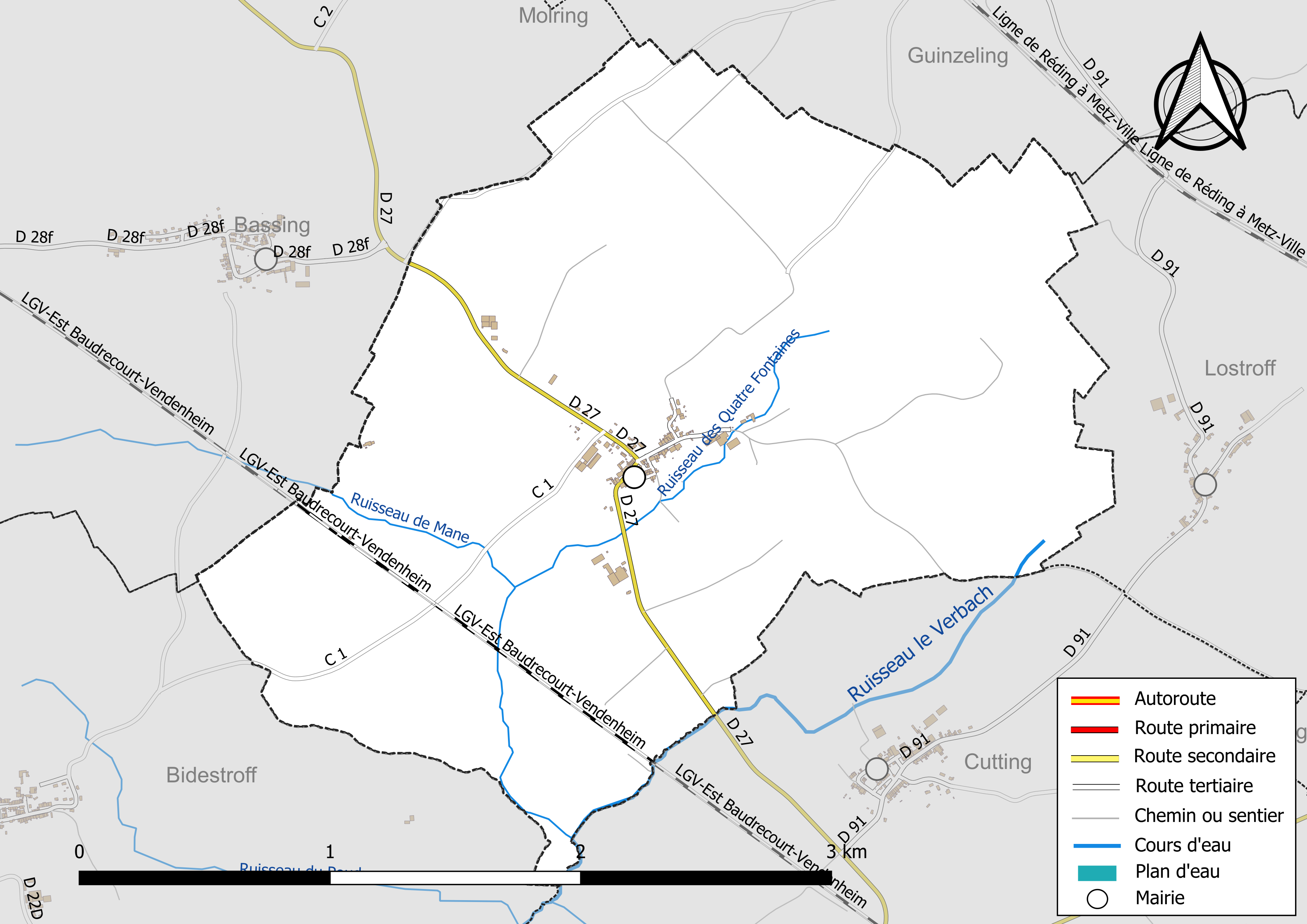
Réseaux hydrographique et routier de Domnom-lès-Dieuze.

La qualité des eaux des principaux cours d’eau de la commune, notamment du ruisseau le Verbach, peut être consultée sur un site spécial géré par les agences de l’eau et l’Agence française pour la biodiversité.

### Climat
Pour des articles plus généraux, voir Climat du Grand Est et Climat de la Moselle.
En 2010, le climat de la commune est de type climat des marges montargnardes, selon une étude du Centre national de la recherche scientifique s'appuyant sur une série de données couvrant la période 1971-2000. En 2020, Météo-France publie une typologie des climats de la France métropolitaine dans laquelle la commune est exposée à un climat semi-continental et est dans la région climatique  Vosges, caractérisée par une pluviométrie très élevée (1 500 à 2 000 mm/an) en toutes saisons et un hiver rude (moins de 1 °C). 
Pour la période 1971-2000, la température annuelle moyenne est de 9,9 °C, avec une amplitude thermique annuelle de 17 °C. Le cumul annuel moyen de précipitations est de 896 mm, avec 12,1 jours de précipitations en janvier et 8,9 jours en juillet. Pour la période 1991-2020, la température moyenne annuelle observée sur la station météorologique de Météo-France la plus proche, « Rodalbe », sur la commune de Rodalbe à 10 km à vol d'oiseau, est de 10,6 °C et le cumul annuel moyen de précipitations est de 737,2 mm. 
La température maximale relevée sur cette station est de 38,7 °C, atteinte le 24 juillet 2019 ; la température minimale est de −18,1 °C, atteinte le 26 décembre 2010,,. 
Les paramètres climatiques de la commune ont été estimés pour le milieu du siècle (2041-2070) selon différents scénarios d'émission de gaz à effet de serre à partir des nouvelles projections climatiques de référence DRIAS-2020. Ils sont consultables sur un site spécial publié par Météo-France en novembre 2022.

## Urbanisme

### Typologie
Au 1er janvier 2024, Domnom-lès-Dieuze est catégorisée commune rurale à habitat dispersé, selon la nouvelle grille communale de densité à sept niveaux définie par l'Insee en 2022.
Elle est située hors unité urbaine. Par ailleurs la commune fait partie de l'aire d'attraction de Dieuze, dont elle est une commune de la couronne,. Cette aire, qui regroupe 31 communes, est catégorisée dans les aires de moins de 50 000 habitants,.

### Occupation des sols
L'occupation des sols de la commune, telle qu'elle ressort de la base de données européenne d’occupation biophysique des sols Corine Land Cover (CLC), est marquée par l'importance des territoires agricoles (100 % en 2018), une proportion identique à celle de 1990 (100 %). La répartition détaillée en 2018 est la suivante : 
terres arables (65 %), prairies (26,8 %), zones agricoles hétérogènes (8,2 %). L'évolution de l’occupation des sols de la commune et de ses infrastructures peut être observée sur les différentes représentations cartographiques du territoire : la carte de Cassini (XVIIIe siècle), la carte d'état-major (1820-1866) et les cartes ou photos aériennes de l'IGN pour la période actuelle (1950 à aujourd'hui).

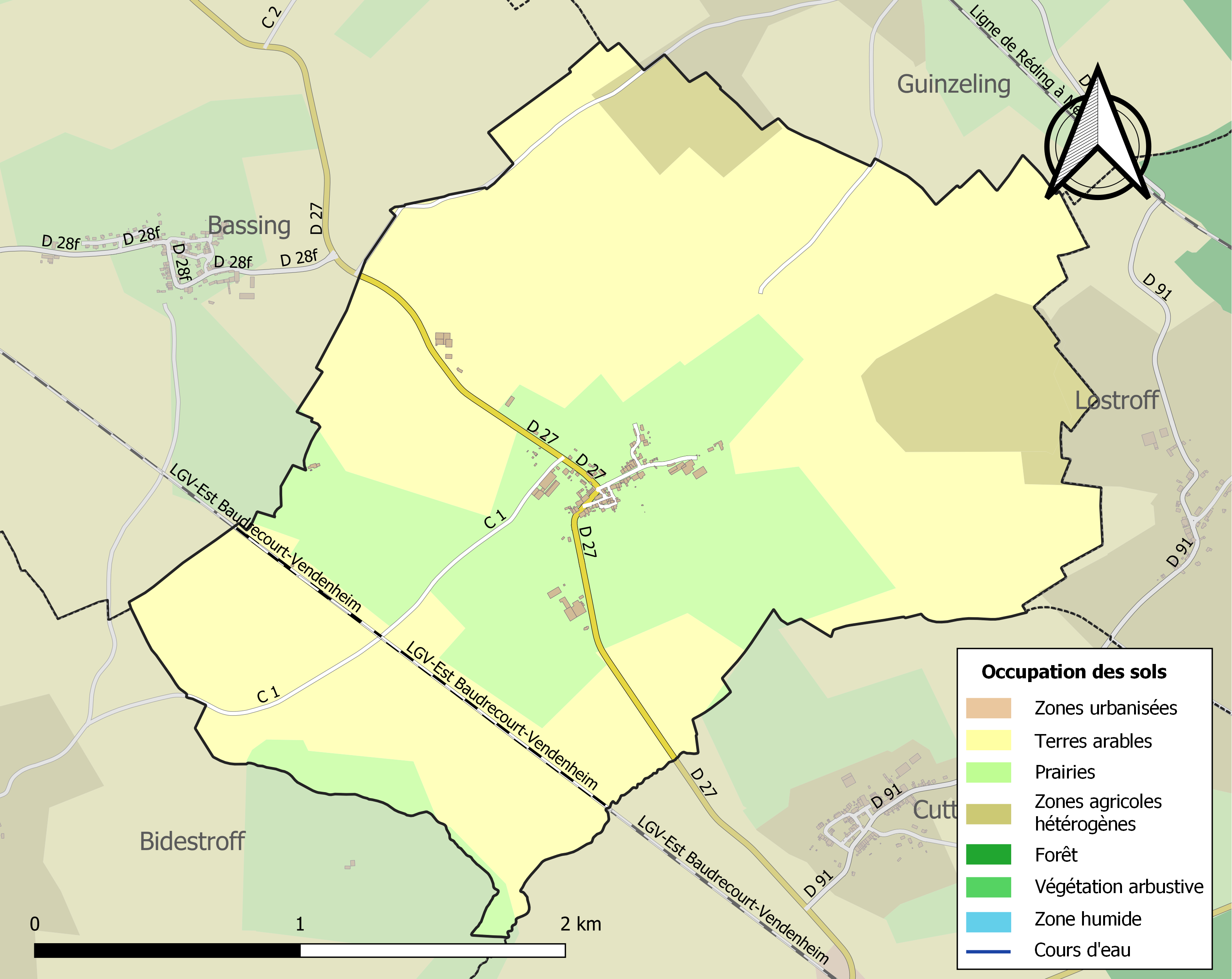
Carte des infrastructures et de l'occupation des sols de la commune en 2018 (CLC).

## Toponymie
- D'un nom de personne Duomo(n) + -heim.
- Domenheim (1297), Dommeney (1309), Dommenheim (1524), Dommenem (1525), Domenheim[14] (1525), Domphein et Dommenom (1553), Donnenem (1559), Domheim (1582), Dompnom (1600), Dominom (1793), Domnom (1801)[15], Dommenheim (1871-1918).

## Histoire
- Dépendait de la châtellenie de Dieuze.
- Entièrement détruit en 1635 : deux familles subsistaient en 1650 (guerre de Trente Ans).

Seigneurs : De Xaubourel, le comte de Saint Fèlix, vivait dans le château, aujourd'hui ferme Bynen.

## Politique et administration
| Période                                  | Période   | Identité          | Étiquette | Qualité |
| ---------------------------------------- | --------- | ----------------- | --------- | ------- |
| Les données manquantes sont à compléter. |           |                   |           |         |
| mars 1983                                | mars 1995 | Pierre Rechenmann |           |         |
| mars 1995                                | mars 2001 | Georges Watremetz |           |         |
| mars 2001                                | En cours  | Micheline Thirion |           |         |

## Démographie
L'évolution du nombre d'habitants est connue à travers les recensements de la population effectués dans la commune depuis 1793. Pour les communes de moins de 10 000 habitants, une enquête de recensement portant sur toute la population est réalisée tous les cinq ans, les populations de référence des années intermédiaires étant quant à elles estimées par interpolation ou extrapolation. Pour la commune, le premier recensement exhaustif entrant dans le cadre du nouveau dispositif a été réalisé en 2006.

En 2022, la commune comptait 97 habitants, en évolution de +18,29 % par rapport à 2016 (Moselle : +0,52 %, France hors Mayotte : +2,11 %).
| 1793 | 1800 | 1806 | 1821 | 1831 | 1836 | 1841 | 1846 | 1851 |
| ---- | ---- | ---- | ---- | ---- | ---- | ---- | ---- | ---- |
| 256  | 284  | 284  | 349  | 372  | 393  | 358  | 319  | 348  |

| 1856 | 1861 | 1871 | 1875 | 1880 | 1885 | 1890 | 1895 | 1900 |
| ---- | ---- | ---- | ---- | ---- | ---- | ---- | ---- | ---- |
| 296  | 304  | 301  | 281  | 273  | 280  | 255  | 265  | 273  |

| 1905 | 1910 | 1921 | 1926 | 1931 | 1936 | 1946 | 1954 | 1962 |
| ---- | ---- | ---- | ---- | ---- | ---- | ---- | ---- | ---- |
| 254  | 244  | 213  | 198  | 192  | 187  | 191  | 188  | 165  |

| 1968 | 1975 | 1982 | 1990 | 1999 | 2006 | 2011 | 2016 | 2021 |
| ---- | ---- | ---- | ---- | ---- | ---- | ---- | ---- | ---- |
| 144  | 152  | 130  | 109  | 100  | 106  | 91   | 82   | 91   |

| 2022 | - | - | - | - | - | - | - | - |
| ---- | - | - | - | - | - | - | - | - |
| 97   | - | - | - | - | - | - | - | - |

## Culture locale et patrimoine

### Lieux et monuments

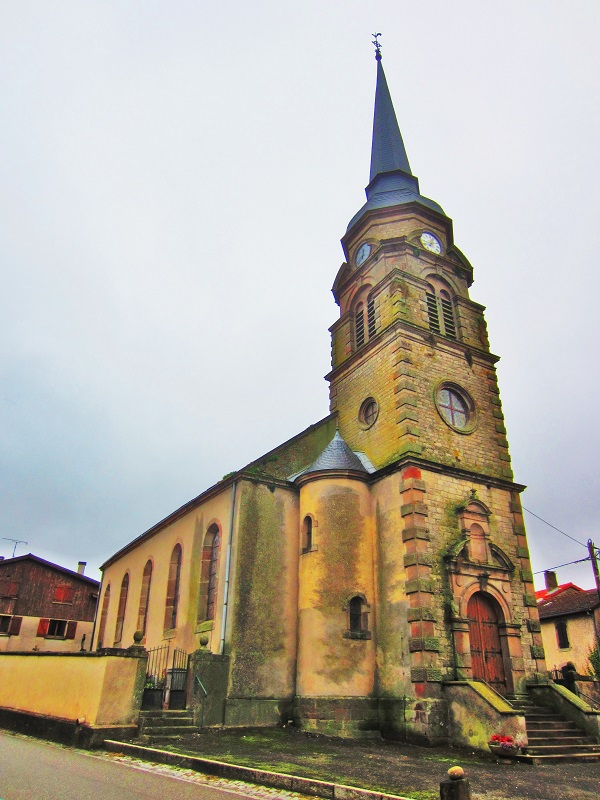
Église Saint-Mathieu

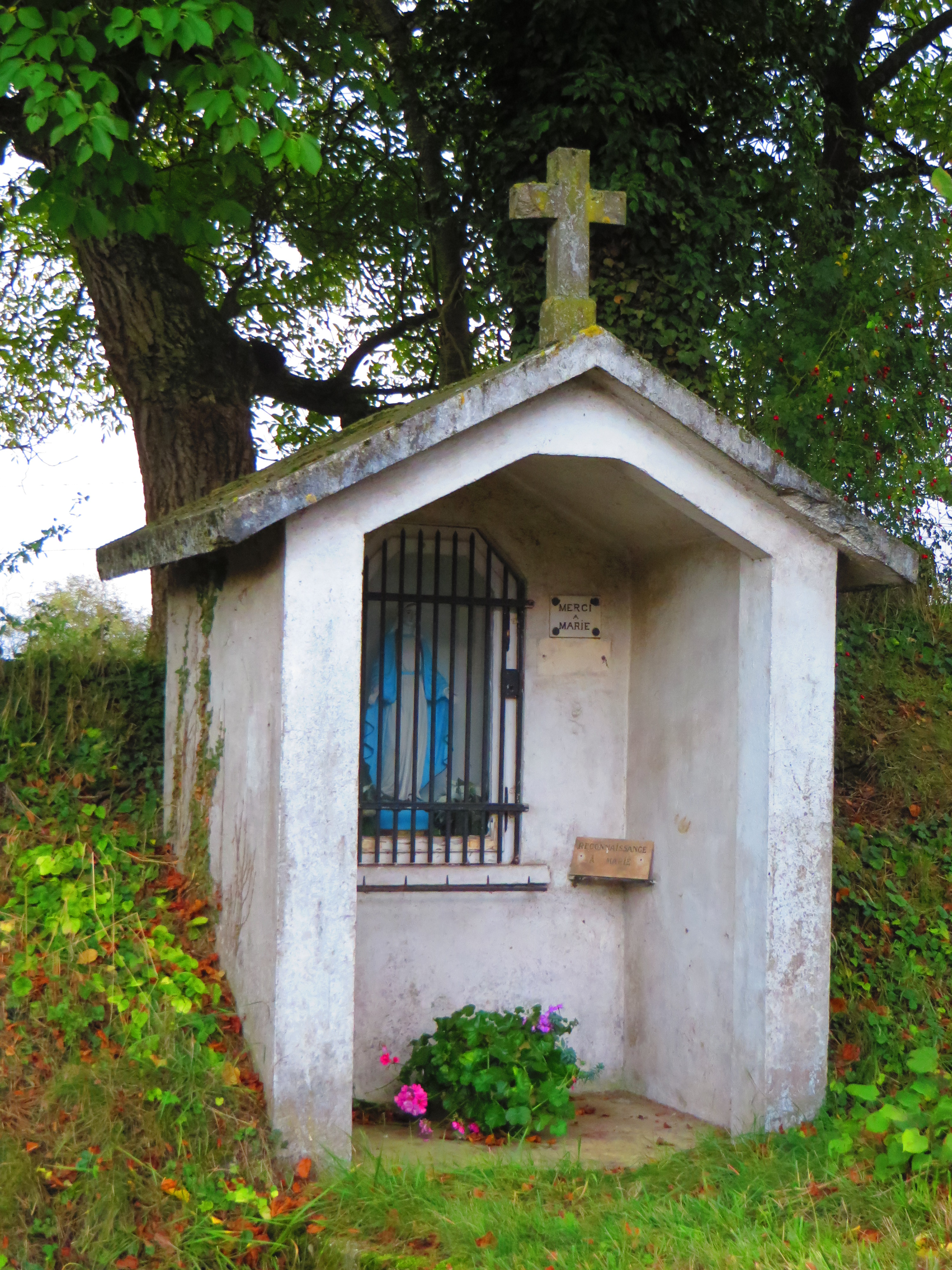
Oratoire à la Vierge

#### Édifices civils
- Traces d'invasions barbares (armes, ossements).
- Lieu de bataille entre deux légions romaines (qui furent anéanties) venant de Tarquimpol, ville importante à cette époque, et des Alamans. Au cours des siècles passés, les paysans récupéraient les restes de fer pour leur usage, des apprentis archéologues ont fait des fouilles pour agrandir leur collection, sans soucis d'enrichir la connaissance historique de la localité, ils ont fait de belles découvertes sans profit pour personne. Il ne reste plus rien de leurs trouvailles, sauf sur quelques textes, où, sont décrits sommairement les vestiges qui ont garni leur cabinet de curiosités.

#### Édifices religieux
- Église Saint-Mathieu néo-romane 1891 : orgue XVIIIe siècle.
- Oratoire à la Vierge

### Personnalités liées à la commune
- Nicolas Dupont (1714-1781), facteur d'orgues, naquit à Domnom. orgue de Saint-Jacques à Lunéville, Neuviller proche de Saverne, Metz... Né au Moulin d'en Haut, son père étant le meunier du village.

## Pour approfondir